# 奧梅特奧特爾
奧梅特奧特爾（Ometeotl，意為「雙神」。）是阿茲特克神話中，太初的第一位神祇。祂是一個雙性體：男性面相名為奧梅特奎特利；女性面相名為奧梅西瓦特爾。這「兩位神」生有四子──特斯卡特利波卡、克特薩爾科瓦特爾、維齊洛波奇特利、以及希佩托特克。這四位神祇各據一方，後來更創造了天地諸神。一般將奧梅堤奧托視為諸神的創造者；祂住在天界最高層的第十三重天，不是人們積極膜拜的對象。目前發現的阿茲特克神廟中，沒有任何一座是供奉祂的。